# Ramlinsburg
Ramlinsburg is een gemeente en plaats in het Zwitserse kanton Basel-Landschaft, en maakt deel uit van het district Liestal.
Ramlinsburg telt 687 inwoners.